# Drystar
Drystar è il primo album degli Airlock pubblicato nel 2002

## Tracce
1. Drama 73 – 4:37
2. Slipinside – 4:24
3. Face Down – 3:54
4. dj risk vs airlock – 2:58
5. Alpha – 4:40
6. Drystar – 3:54
7. In the Mouth of the Fish – 4:28
8. Awakening – 4:09
9. Quiet Hour – 4:04
10. On the 2nd Floor – 3:48
11. Escape – 4:45
12. Sleepinside – 5:49